# 東大杉町
東大杉町（ひがしおおすぎちょう）は、愛知県名古屋市北区にある地名。現行行政地名は東大杉町1丁目から東大杉町4丁目。住居表示未実施。

## 地理
名古屋市北区南東部に位置する。東から南は大曽根一丁目、西は杉栄町、北は東長田町に接する。

## 歴史

### 地名の由来
大杉町の東にあることによる。大杉の名は、杉の大木が所在していたことによるとも、大杉町通沿いの民家に北風を防ぐ防風林として杉の木がよく植えられていたことによるともいう。

### 沿革
- 1929年（昭和4年）9月5日 - 東区杉村町字田中・北荒田・道・尻広・中田・薬師裏の各一部により、同区東大杉町として成立[1]。
- 1941年（昭和16年）1月15日 - 東区杉村町字尻広を2丁目に編入する[1]。
- 1944年（昭和19年）2月11日 - 北区成立に伴い、同区東大杉町となる[9]。
- 1981年（昭和56年）9月20日 - 住居表示の実施に伴い、一部が北区大曽根一丁目に編入される[9]。

## 世帯数と人口
2019年（平成31年）1月1日現在の世帯数と人口は以下の通りである。
| 町丁     | 世帯数  | 人口  |
| -------- | ------- | ----- |
| 東大杉町 | 154世帯 | 285人 |

## 学区
市立小・中学校に通う場合、学校等は以下の通りとなる。また、公立高等学校に通う場合の学区は以下の通りとなる。
| 番・番地等 | 小学校               | 中学校               | 高等学校 |
| ---------- | -------------------- | -------------------- | -------- |
| 全域       | 名古屋市立杉村小学校 | 名古屋市立若葉中学校 | 尾張学区 |

## その他

### 日本郵便
- 郵便番号 : 462-0826[3]（集配局：名古屋北郵便局[12]）。